# Матвій Домарацький
Матвій Домарацький — львівський художник, родом з Комарного (тепер Львівська область), працював у останній третині XVII ст.

## Біографія
Здобув досвід з малювання під час участі в розписі костела Різдва Діви Марії в рідному місті Комарно у 1658 році. У 1668 році перебирається до Львова, де стає членом місцевого живописного цеху. Виконував замовлення львівського старости Яна Мнішека, сяніцького старости Єжи Яна Мнішека, польного коронного гетьмана Дмитра Юрія Вишневецького.
1671 року мав судову справу з Павлом Вощаловським через виконання робіт. 1673 року 7 сцен «Страсті Христа» розміром 255×115 м. 1675 року отримав привілей сервитора від короля Яна III Собеського для робіт у його львівській резиденції, для чого був звільнений від міської та цехової юрисдикції. Після повернення за сімейними обставинами близько 1678 року в Комарно став одним зі старших братів у братстві при церкві святого архістратига Михаїла.
Малював портрети, ікони. Розписав іконостас церкви святого архістратига Михаїла у Комарному, намалював ікону Богородиці Одигітрії (1679). На початку 1670-х років виконав для каплиці Боїмів родинну галерею з восьми портретів, два портрети — Георга і Павла — що нині належать Львівська галерея мистецтв (встановлені у каплиці Боїмів), напевне відносяться до цієї галереї. Остання робота відноситься до 1682 року — ікона на цоколі з образами святих Федора і Дмитра.